# Vesicapalpus serranus
Vesicapalpus serranus là một loài nhện trong họ Linyphiidae. Loài này được phát hiện ở Brasil.